# Mysmena leucoplagiata
Mysmena leucoplagiata là một loài nhện trong họ Mysmenidae.
Loài này thuộc chi Mysmena. Mysmena leucoplagiata được Eugène Simon miêu tả năm 1879.